# Lydella scutellata
Lydella scutellata är en tvåvingeart som beskrevs av Macquart 1835. Lydella scutellata ingår i släktet Lydella och familjen parasitflugor.
Artens utbredningsområde är Frankrike. Inga underarter finns listade i Catalogue of Life.